# Jeannette Walls
Jeannette Walls (n. 21 aprilie 1960, Phoenix, Arizona, SUA) este o autoare și jurnalistă americană, cunoscută pe scară largă ca fostă editorialistă de tabloid pentru MSNBC.com⁠(d) și autoarea cărții Castelul de sticlă, un memoriu despre viața de familie nomadă a copilăriei ei. Publicat în 2005, a fost pe lista celor mai bine vândute New York Times timp de 421 de săptămâni începând cu 3 iunie 2018. Ea a primit în 2006 Premiul Alex și Premiul Christopher.

## Biografie
Jeannette Walls s-a născut pe 21 aprilie 1960, în Phoenix, Arizona, în familia lui Rex Walls și Rose Mary Walls. Ea are două surori, Lori și Maureen, și un frate, Brian. Familia acesteia nu a vea un loc de ședere stabil, familia plecând de la Phoenix la California (inclusiv o scurtă ședere în districtul Tenderloin din San Francisco ), la Battle Mountain, Nevada și la Welch, West Virginia, cu perioade de lipsă de locuință. Când au aterizat în sfârșit în orașul natal al lui Rex, din Apalachi, Welch, familia locuia într-o casă cu trei camere fără instalații sanitare sau căldură.
Walls s-a mutat la New York la vârsta de 17 ani pentru a se alătura surorii ei Lori (pe atunci chelneriță, Lori a devenit mai apoi artistă pentru Archie Comics⁠(d)). Cu ajutorul unor granturi, împrumuturi, burse și un an petrecut răspunzând la telefoane la o firmă de avocatură din Wall Street, ea a reușit să obțină o diplomă de licență în Arte liberale de la Barnard College⁠(d). Jeannette Walls a absolvit Barnard în 1984 cu onoruri.

## Carieră
La începutul carierei sale, Walls a un stagiu de practică la un ziar din Brooklyn numit The Phoenix și, în cele din urmă, a devenit reporter cu normă întreagă acolo. Din 1987 până în 1993 a scris rubrica „Intelligencer” pentru revista New York. Apoi a scris o rubrică de bârfă pentru Esquire, din 1993 până în 1998, după, a contribuit în mod regulat la rubrica de bârfă „Scoop” de la MSNBC.com din 1998 până la plecarea ei pentru a scrie cu normă întreagă în 2007. Walls a contribuit la USA Today și a apărut pe The Today Show, CNN, Primetime și The Colbert Report.
Cartea ei din 2000, Dish: The Inside Story on the World of Gossip, a fost o istorie plină de umor a rolului pe care l-au jucat bârfele în mass-media, politica și viața din SUA.
În 2005, Jeannette Walls a publicat cel mai bine vândut memoriu Castelul de sticlă, care detaliază bucuriile și luptele copilăriei ei. Aceasta oferă o privire asupra vieții ei și a familiei sale disfuncționale. Castelul de sticlă a fost bine primit de critici și de public. S-a vândut în peste 4 milioane de exemplare și a fost tradus în 31 de limbi. A primit premiul Christopher, premiul Alex al Asociației Americane de Biblioteci (2006) și premiul Books for Better Living. Paramount a cumpărat drepturile de film ale cărții și în martie 2013 a anunțat că actrița Jennifer Lawrence o va juca pe Jeannette Walls într-o adaptare cinematografică. Pe 9 octombrie 2015, a fost anunțat că Lawrence s-a retras din film și va fi înlocuită de actrița Brie Larson. Adaptarea cinematografică cu același nume a fost lansată în 2017.
În 2009, Walls a publicat primul ei roman, Half Broke Horses: A True-Life Novel, bazat pe viața bunicii ei Lily Casey Smith. A fost desemnată una dintre cele mai bune zece cărți din 2009 de către editorii The New York Times Book Review.
Al doilea roman al lui Walls, The Silver Star, a fost publicat în 2013 de Scribner.
Al treilea roman al ei, Hang the Moon, a fost publicat în martie 2023 de Scribner. Potrivit site-ului web de recenzii Book Marks, romanul a primit în mare parte recenzii „elogioase” de la critici. The Washington Post a remarcat: „Plăcerea principală a filmului „Hang the Moon” constă în întorsăturile neașteptate ale intrigii sale, deci, să nu spunem mai multe despre asta. Walls a scris o altă poveste bogată care evidențiază, așa cum a spus ea într-un interviu recent, „oameni cu vise și vulnerabilități, oameni duri în situații dificile”. De asemenea, este o lectură foarte plăcută.”

## Viața personală
Walls s-a căsătorit cu Eric Goldberg în 1988; au divorțat în 1996. În 2002, s-a căsătorit cu scriitorul John J. Taylor, iar în prezent locuiesc împreună la o fermă de 205 acri, situată în apropiere de Culpeper, Virginia.